# Koumséogo
Koumséogo est une commune rurale située dans le département de Salogo de la province du Ganzourgou dans la région Plateau-Central au Burkina Faso.

## Géographie
Koumséogo est situé à 10 km au sud-est de Salogo, le chef-lieu du département, et à environ 25 km au nord-ouest de Zorgho.

## Santé et éducation
Koumséogo accueille un centre de santé et de promotion sociale (CSPS) tandis que le centre médical avec antenne chirurgicale (CMA) se trouve à Zorgho.